# Myriam Moysset i Gil
Myriam Moysset i Gil (Barcelona, Barcelonès, 1975) és una enginyera i política catalana, directora de l'Institut Cartogràfic i Geològic de Catalunya des del novembre de 2022.
Diplomada en Enginyeria tècnica i en Topografia per la Universitat Politècnica de Catalunya (UPC) el 2001 i graduada en Enginyeria Geomàtica i Topografia per l’Escola Politècnica Superior d’Ávila (EPSA) el 2017, ha treballat a l'Institut Cartogràfic de Catalunya des de l’any 2000.
Des del 2015, és regidora a l’oposició a l’Ajuntament de Viladecans pel Grup Municipal d'Esquerra Republicana de Catalunya i s’encarrega majoritàriament dels àmbits relacionats amb l'urbanisme, la mobilitat, l'espai públic, la sostenibilitat i el Parc Agrari del Baix Llobregat. A més, des de 2020 és membre de l'executiva de la sectorial de Política Territorial i Habitatge, concretament com a vocal de regió metropolitana. A la sectorial participa més activament en els assumptes d'infraestructures.
El novembre de 2022 fou nomenada pel Govern de la Generalitat de Catalunya directora de l'Institut Cartogràfic i Geològic de Catalunya.